# Sorgues Avignon Le Pontet Vaucluse
O Sorgues Avignon Le Pontet Vaucluse é um clube de basquetebol baseado em Avinhão, França que atualmente disputa a Nationale Masculine1 (equivalente à terceira divisão francesa). Manda seus jogos nos Cosec Jacques Moretti e Gymnase de la plaine sportive com capacidade para 1.200 e 600 espectadores respectivamente. 
A equipe nasceu da fusão de duas equipes US Avignon-Le Pontet e o Sorgues em 2014.

## Histórico de Temporadas
| Temporada | Nível | Liga | Pos. | J     | PL | Resultado |
| --------- | ----- | ---- | ---- | ----- | -- | --------- |
| 2014-15   | 3     | NM1  | 9    | 19-15 |    |           |
| 2015-16   | 3     | NM1  | 11   | 17-17 |    |           |
| 2016-17   | 3     | NM1  | 14   | 15-19 |    | Rebaixado |
| 2017-18   | 3     | NM1  | 15   | 11-23 |    | Rebaixado |

fonte:eurobasket.com